# Johannishof (Neuendettelsau)
Johannishof ist ein Wohnplatz der Gemeinde Neuendettelsau im Landkreis Ansbach (Mittelfranken, Bayern). Der Johannishof ist Haus-Nr. 30 der Reuther Straße des Gemeindeteils Neuendettelsau.

## Geografie
Ungefähr 750 Meter südlich der Einöde entspringt der Schwalbenbach, ein linker Zufluss der Fränkischen Rezat. Die Kreisstraße AN 19 verläuft nach Neuendettelsau (1,4 km westlich) bzw. nach Reuth zur Staatsstraße 2410 (0,7 km östlich).

## Geschichte
Der Hof wurde von dem Geichsenhöfener Johann Peter Vollet 1874/75 errichtet und nach dessen Vornamen benannt.

## Religion
Die Einwohner evangelisch-lutherischer Konfession sind nach St. Nikolai (Neuendettelsau) gepfarrt, die Einwohner römisch-katholischer Konfession nach St. Franziskus (Neuendettelsau).